# Фредерік Нідерландський
Принц Фредерік Нідерландський (англ. Prince Frederick of the Netherlands; 1797—1881) — голландський військовий і державний діяч, останній фельдмаршал Нідерландів (1840), учасник битви під Лейпцигом і битви при Ватерлоо.
Народився 28 лютого 1797 року в Берліні. Був другим сином в сім'ї Віллема I і його дружини Вільгельміни Прусської.
Принц виріс при дворі свого діда Фрідріха-Вільгельма II і дядька Фрідріха Вільгельма III. Одним з його вчителів був Карл фон Клаузевіц.
У віці 16 років принц уже бився в битві при Лейпцигу. Він вперше опинився в Нідерландах в грудні 1813 року. Оскільки Фрідріх не говорив на голландському, він був посланий в Лейденський університет, щоб здобути подальшу освіту. Також навчався у Карла Людвіга Пфуля в Гаазі.
22 червня 1814 був нагороджений орденом Св. Андрія Первозванного.
Коли Наполеон повернувся з острова Ельба, під час Ста днів, Фрідріх був призначений командувачем загону армії Веллінгтона, яка боролася при Ватерлоо.
Після смерті батька Фрідріх мав успадкувати його німецькі володіння. Але замість них сім'я запропонувала йому стати спадкоємцем великого герцогства Люксембург. У 1816 році Фрідріх відмовився від своїх вимог в обмін на землі в Нідерландах і титул принца Нідерландів.
У 1826 році Фрідріх Нідерландський був призначений комісар-генералом військового департаменту. За час служби в департаменті Фрідріх реорганізував голландську армію на прусський зразок. Він заснував Військову академію в Бреде і провів модернізацію армії, оснастивши її сучасним озброєнням.
У 1829 році Фрідріх був кандидатом на грецький престол, але відмовився від нього, оскільки не хотів бути королем країни, чиї мова і традиції були йому чужі.
У 1868 році вийшов у відставку. Мав почесний чин прусського генерал-полковника з фельдмаршальським жезлом. З 1835 року було шефом Ростовського гренадерського полку, розквартированого в Москві.
Помер 8 вересня 1881 року в Вассенаар.

## Родина
Дружина — Луїза Пруська, дочка короля Прусії Фрідріха Вільгельма III.
Діти:
- Луїза (1828—1871), дружина короля Швеції та Норвегії Карла XV
- Марія (1841—1910)